# قطعنامه ۴۹۶ شورای امنیت
قطعنامه ۴۹۶ شورای امنیت سازمان ملل متحد که در تاریخ ۱۵ دسامبر ۱۹۸۱ تصویب شد، سندی بین‌المللی دربارهٔ سیشل است. این قطعنامه طی نشست ۲٬۳۱۴ام با ۱۵ موافق، ۰ مخالف و ۰ ممتنع تصویب شد.